# Torre del Obispo
La torre del Esparragal, también conocida como torre Mora, se sitúa en un llano junto al camino viejo de Puerto Lumbreras, en las proximidades de la población de El Esparragal, perteneciente a Puerto Lumbreras (Región de Murcia, España).
Es una torre avanzada de vigía que con el apoyo de otros recintos defensivos como la Torre de Sancho Manuel o el Castillo de Nogalte, controlaba este estratégico sector del campo de Nogalte fronterizo entre el Reino de Murcia y el Reino Nazarí de Granada, y la vía de comunicación que por allí discurría. Su construcción data de la primera mitad del siglo XIV. Es Bien de Interés Cultural según la Disposición Adicional Segunda de la Ley 16/1985 de 25 de junio.

## Arquitectura
Es una construcción de planta pseudocuadrada, con unas medidas de 10,31 m x 10,19 m de lado, y una altura máxima que no excede los 4,50 m En origen debió tener al menos dos cuerpos de los que actualmente solo se conserva íntegro el primero y el arranque del segundo.
Los muros están fabricados con mampostería con las esquinas reforzadas por sillares escuadrados. Para su construcción probablemente se reutilizaron elementos procedentes de otras edificaciones anteriores, como parece indicarlo la presencia de sillares con decoración moldurada en alguna de sus caras. La puerta, adintelada y delimitada por sillería de arenisca, mide 1 m de ancho por 2,40 m de lado y se construye descentrada en el lado este de la torre. Es destacable la existencia de un pequeño programa ornamental en los sillares de las esquinas inferiores y la puerta, donde se conserva en su ángulo superior derecho parte de un arco lobulado. El interior es abovedado con un muro que delimita dos espacios.

## Historia

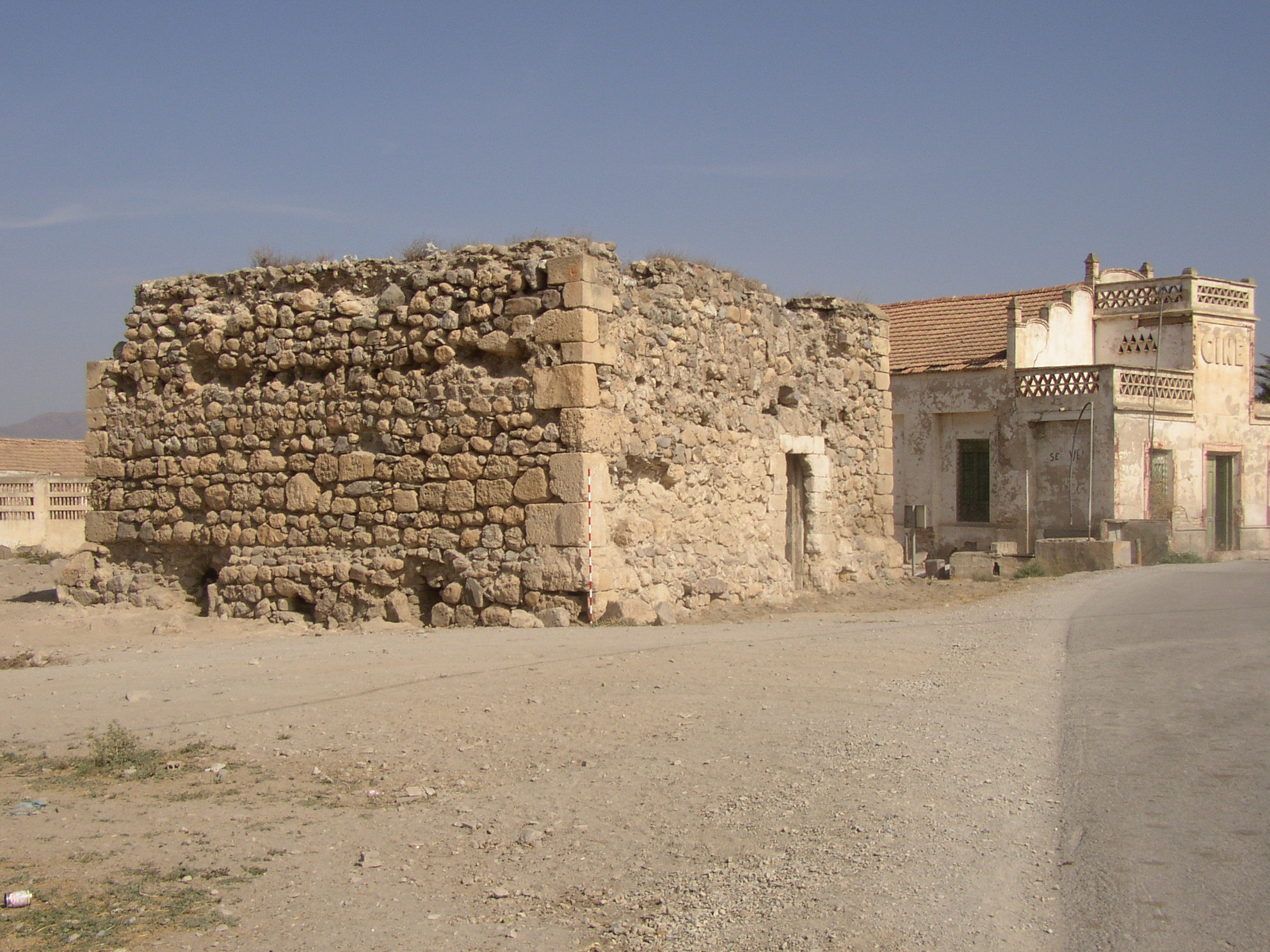
Torre del Esparragal

Tradicionalmente esta torre ha sido interpretada como una torre de vigilancia del campo de Nogalte que junto a otras edificaciones de tipo defensivo controlaban el amplio corredor que conforma el valle del Guadalentín. Su función era la de complementar los resortes militares del Castillo de Lorca, bien mediante señales o avisos, bien a través de una primera vanguardia defensiva.
Parte de este sistema se remonta a la época islámica, cuando los musulmanes levantan estas torres que dependían de un bastión principal que era la fortaleza lorquina. Algunas se situaban en emplazamientos en altura de gran valor estratégico, como es el caso de La Torrecilla, la Torre de Los Almendros o la Torre de Mena, las dos últimas en Lorca. Sin embargo otras se localizaban en llano, controlando vías de comunicación como es el caso de la Torre Mata -Caravaca de la Cruz-.
Tras la incorporación del reino de Murcia a la corona de Castilla, el corredor del Guadalentín cobra mayor importancia al convertirse en vanguardia fronteriza con el reino granadino. En este periodo se produjeron numerosas incursiones nazaríes que aprovecharon el Camino Real de Vera y que fue protegido con edificaciones de nueva planta como al Torre de Sancho Manuel y del Obispo en Lorca, y la de los Almendros, también en Puerto Lumbreras.
A lo largo de los últimos años se han realizado tareas de limpieza y documentación en la Torre del Esparragal, constatándose en todas las caras tres huecos que atraviesan en su totalidad los muros perimetrales, probablemente canalizaciones, que apuntarían la posibilidad que esta edificación estuviese relacionada con el control de las aguas del campo de Lorca.